# Municipio de Mount Olive (Nueva Jersey)
El municipio de Mount Olive (en inglés: Morris Township) es un municipio ubicado en el condado de Morris en el estado estadounidense de Nueva Jersey. En el año 2010 tenía una población de 28,117 habitantes y una densidad poblacional de 349.7 personas por km².

## Geografía
El municipio de Mount Olive se encuentra ubicado en las coordenadas 40°51′52″N 74°43′54″O / 40.86444, -74.73167.

## Demografía
Según la Oficina del Censo en 2000 los ingresos medios por hogar en el municipio eran de $64,515 y los ingresos medios por familia eran $75,189. Los hombres tenían unos ingresos medios de $50,653 frente a los $35,882 para las mujeres. La renta per cápita para la localidad era de $28,691. Alrededor del 3.1% de la población estaba por debajo del umbral de pobreza.